# William Baffin
William Baffin (1584 – Hormuz, Perzsa-öböl, 1622. január 23.) angol tengerész, utazó.

## Élete
Angliában született. Korának egyik legjobb és legelismertebb tengerészeként többnyire nem mint kapitány, hanem mint kormányos vett részt  Henry Hudson, Thomas Button és mások a Davis-szoroson át az Északnyugati átjáró felkutatására indított útjain.
Robert Bylot kapitány kormányosaként a Discovery fedélzetén 1612-ben, majd 1615–1616-ban vett részt az Északnyugati átjáró kutatásában. 
1612-ben Hudson útját követve behatolt a Hudson-öbölbe, ahol megállapította, hogy az öbölbe a dagályhullám kelet, azaz az Atlanti-óceán felől hatol be, tehát Hudson tévedett: az öböl nem lehet a Csendes-óceán része. Következő útján ezért a Davis-szoros felé próbálkozott.
1615-ben bejárta Grönland nyugati partvidékét, felfedezte a Resolution-szigeteket, 1616-ban pedig a Jones-szorost (Jones Sound). A később róla elnevezett Baffin-tenger északi kijárójánál jégtorlaszt talált, ezért vissza kellett fordulnia. Felderítette a Baffin-sziget északi partjait, viszont a köd miatt nem vette észre a szigettől északra nyugatnak vezető Lancaster-szorost, ezért a Baffin-tengert zárt öbölnek vélte. Útjának kudarcára alapozva kijelentette, hogy északnyugati átjáró nincsen, és annyira tekintélyes volt, hogy ezután bő két évszázadig (1818-ig) nem is próbálkoztak többet annak földerítésével.
Ő használta föl először a tengeren a hold járását a hosszúság meghatározására. Erre nagy szükség volt az északi vizeken, ahol a mágneses észak jelentősen különbözött a földrajzi északtól. Eljutott az északi szélesség 78°-áig, a Smith-szorosig (Smith Sund), ahol a mágnestű addig valaha észlelt legnagyobb elhajlását figyelte meg (56° északról nyugatnak).
Angliába visszatérve az Angol Kelet-indiai Társaság utazó alkalmazottja lett. Második indiai útján, 1622-ben a Társaság flottája megostromolta a portugálok birtokában lévő Hormuz szigetét), és Baffin elesett a csatában.
Hajónaplóját (Voyages towards the North-West) 1849-ben jelentették meg.